# Parafia św. Piotra z Alkantary i św. Antoniego z Padwy w Węgrowie
Parafia pw. św. Piotra z Alkantary i św. Antoniego z Padwy w Węgrowie – rzymskokatolicka parafia należąca do dekanatu węgrowskiegoDiecezja drohiczyńska, diecezji drohiczyńskiej, metropolii białostockiej.

## Obszar parafii
W granicach parafii znajdują się miejscowości
- Jartypory
- Kolonie Zelce
- Warchoły

oraz ulice Węgrowa
- 11 listopada,
- Al. Siedlecka,
- Barbasiewicza,
- Broniewskiego,
- Bukowa,
- Dębowa,
- Gajowa,
- Glinki,
- Głowackiego,
- Jana Pawła II,
- Karpowicza,
- Kilińskiego,
- Klasztorna,
- Kleeberga,
- Kołłątaja,
- Kosynierów,
- Kościuszki (parzyste od nr 4 i nieparzyste od nr 11),
- Kowalska,
- Krasickiego,
- Leśna,
- Łubieńskich,
- Nowiny,
- Ogrodowa,
- Parkowa,
- Piwna,
- Połaniecka (nr 37; 35; 52-60),
- Racławicka,
- Szamoty,
- Szeroka (nr 1-50),
- Traugutta,
- Wesoła,
- Wiejska,
- Wierzbowa,
- Wspólna,
- Żagana

## Historia
Parafia utworzona 30 lipca 1994 z parafii pw. Wniebowzięcia Najświętszej Maryi Panny w Węgrowie przez księdza biskupa Antoniego Dydycza, ordynariusza drohiczyńskiego.

## Kościół parafialny
Kościół poreformacki wybudowany w latach 1693–1706 według projektu Tylmana z Gameren i Karola Ceroniego. Wewnątrz polichromia Michała Anioła Palloniego, epitafium Jana Dobrogosta Krasińskiego 1703, dzieło Andrzeja Mackensena Młodszego oraz "Chrystus na krzyżu" - rzeźba Andreasa Schlütera.